# ممر توروغارت
ممر توروغارت (بالصينية: 吐 尔 尕 特 山口 ؛ قيرغيزستان: ؛оругарт ؛ الروسية: Перевал Торугарт) هو ممر جبلي في سلسلة جبال Tian Shan بالقرب من الحدود بين مقاطعة Naryn في قيرغيزستان ومنطقة شينجيانغ ذاتية الحكم لقومية الصين. إنه واحد من معبرين حدودييّن بين قرغيزستان والصين، والآخر إركشتام، على بعد حوالي 165 كم (103 ميل) إلى الجنوب الغربي.
معبر توروغارت.
المعبر الحدودي الصيني عند ممر توروغارت على الطريق بين نارين (قيرغيزستان) وكاشغار (شينجيانغ) ارتفاع 3,752 م (12,310 قدم) موقعك الحدود بين الصين وقرغيزستان نطاق تيان شان إحداثيات 40 ° 35′33 ″ N 75 ° 25′38 ″ E
معبر توروغارت
اسم صيني الصينية التقليدية 吐 爾 尕 特 山口 الصينية المبسطة 吐 尔 尕 特 山口 مدونات الماندرين القياسية هانيو بينيين تارغيتي شانكو الاسم الصيني البديل الصينية التقليدية 圖 嚕 噶 爾特 山口 الصينية المبسطة 图 噜 噶 尔特 山口 مدونات الماندرين القياسية هانيو بينيين تلغارت شانيكو اسم قيرغيزستان قيرغيزستان Торугарт الاسم الروسي الروسية Перевал Торугарт
تقع بحيرة Chatyr-Kul ذات المناظر الخلابة بالقرب من الممر على الجانب القرغيزي. الطريق إلى نارين ومن ثم إلى باليكشي وبيشكيك - الممتد لمسافة حوالي 400 كم (250 ميل) - ضيقة وفي الشتاء غالبًا ما يكون غير سالك بسهولة بسبب تساقط الثلوج بكثافة والانهيارات الثلجية المتكررة. على الجانب الصيني، يقع ميناء دخول Torugart (吐 尔 尕 特 口岸) ، حيث يجب على المسافرين التخليص الجمركي، على بعد حوالي 110 كم (68 ميل) من الممر نفسه في مقاطعة Ulugqat في ولاية Kizilsu Kirghiz ذاتية الحكم. المسافة من المرور إلى المدن الرئيسية هي: 110 كم (68 ميل) إلى أولوجات، 165 كم (103 ميل) إلى كاشغار، 170 كم (110 ميل) إلى أرتوكس وحوالي 1630 كم (1,010 ميل) إلى أورومتشي.
التاريخ
تم استخدام الممر منذ العصور القديمة. خلال عهد أسرة هان، كانت تحت ولاية ولاية صغيرة تسمّى خواندو (捐 毒 国). خلال عهد أسرة تانغ، أصبحت المنطقة تحت سيطرة تانغ كجزء من محمية أنشأت روسيا والصين ميناء الدخول لأول مرة في ممر توروغارت في عام 1881. في عام 1906 ، موّل بنك النقل الروسي بناء الطريق من الممر إلى Kashgar مقابل 20 مليون روبل. في عام 1952 ، حل ممر توروغارت محل ممر إركشتام، الذي يقع على بعد حوالي 165 كم (103 ميل) جنوب غرب البلاد، باعتباره الرابط البري الرئيسي بين شينجيانغ وجمهورية قيرغيزستان السوفيتية آنذاك. تم إغلاق الممر في عام 1969 بسبب الانقسام الصيني السوفيتي وأُعيد فتحه مرة أخرى في عام 1983. في عام 1995 ، تم نقل ميناء الدخول في توروغارت إلى ارتفاع أقل (2000 متر) ، بالقرب من Kashgar ، على بعد حوالي 57 كم (35 ميل) . الممر مفتوح لجميع الجنسيات ولكن التخليص يتطلب ترتيبًا دقيقًا للنقل.  هناك خط سكة حديد بين الصين وقيرغيزستان وأوزبكستان يمر عبر ممر توروغارت، وهو يعمل في الأعمال التي ستربط كاشغار ووادي فرغانة منذ عام 2012.  ومع ذلك، فقد توقف القسم القرغيزي من السكك الحديدية بسبب المسائل المالية والتقنية.